# Abdelghani Demmou
Abdelghani Demmou  est un joueur de football algérien né le 29 janvier 1989 à Mohammadia en Algérie. Il évolue au poste de défenseur.

## Biographie
Il remporte la  Ligue des champions de la CAF en 2014 avec le club de l'ES Sétif.

## Palmarès
- USM El Harrach
  - Vice-champion d'Algérie en 2013
  - Finaliste de la Coupe d'Algérie en 2011

- ES Sétif
  - Champion d'Algérie en 2015
  - Vainqueur de la Ligue des champions de la CAF en 2014
  - Vainqueur de la Supercoupe d'Afrique en 2015

- MC Alger
  - Coupe d'Algérie en  2016
  - Finaliste de la Supercoupe d'Algérie  en 2016
  - Vice-champion d'Algérie en 2017